# Roberto de Vermandois
Robert de Vermandois (c. 907-c. 967/8) era Conde de Meaux, sucediendo a padre, Herberto II, Conde de Vermandois y su mujer, Adela (Liégarde) de Francia.
Estuvo casado con Adelais (914-967) de Borgoña, hija de Giselbert, Duque de Borgola. Tuvieron dos hijos:
- Herberto III, Conde de Meaux (c.935-995)
- Adela de Meaux (c.935-c.982 )[1][n. 1]